# Шапкина (река)
Ша́пкина (Пильворъяга — «глубокая река») — река в Ненецком автономном округе и Республике Коми, правый приток реки Печоры.
Длина — 499 км, площадь бассейна — 6570 км². Река Шапкина начинается из озера Большое Шапкино и течёт на юго-запад по Большеземельской тундре. Русло её крайне извилисто. Впадает в Сухую Печору (протоку реки Печоры) в районе посёлка Новый Бор.
Крупнейшие притоки — Вонда, Янгыта (левые); Матей, Веснию (правые).
Питание преимущественно снеговое. Половодье в мае — июне. Среднегодовой расход воды в 82 км от устья — 582 м³/с.
В бассейне реки находятся нефтегазовые месторождения: Шапкинское, Южно-Шапкинское, Лаявожское.

## Притоки
(км от устья)
- 9 км: река без названия
- 48 км: Старая Шапкина
- 51 км: река без названия
- 55 км: Матей
- 64 км: Адарма
- 102 км: Анзуран
- 108 км: Таркойта
- 123 км: река без названия
- 127 км: Лиственничная
- 131 км: река без названия
- 139 км: Янгыта
- 145 км: река без названия
- 151 км: Ноляшор
- 161 км: Выдрин
- 169 км: Ярейшор
- 185 км: Вонда
- 197 км: Выдшор
- 197 км: Мальчигейвис
- 205 км: река без названия
- 224 км: Большой Олысшор
- 230 км: Малый Олысшор
- 255 км: река без названия
- 295 км: Веснию
- 319 км: Санаръю
- 333 км: река без названия
- 344 км: Пендечкаяю
- 378 км: Белуга-Виска
- 381 км: Янгеча-Виска
- 407 км: река без названия
- 407 км: Юнкаю (Юнкою)
- 408 км: река без названия
- 437 км: река без названия
- 450 км: Лекейю
- 450 км: Ярсидейвис
- 476 км: Инзерейвис

## Данные водного реестра
По данным государственного водного реестра России и геоинформационной системы водохозяйственного районирования территории РФ, подготовленной Федеральным агентством водных ресурсов:
- Бассейновый округ — Двинско-Печорский
- Речной бассейн — Печора
- Речной подбассейн — Печора ниже впадения реки Усы
- Водохозяйственный участок — Печора от водомерного поста Усть-Цильма до устья
- Код водного объекта — 03050300212103000081922